# Erik Bladström
Erik Bladström (Västervik 29 maart 1918- Västervik, 21 mei 1998) was een Zweeds kanovaarder. 
Bladström won tijdens de Olympische Zomerspelen 1936 in het Duitse Berlijn samen met Sven Johansson de gouden medaille op de 10.000 meter K-2 vouwkajak.
Twee jaar later won Bladström tijdens de eerste wereldkampioenschappen de zilveren medaille op de 10.000 meter K-2 vouwkajak.

## Belangrijkste resultaten

### Olympische Zomerspelen
| Editie | Plaats  | Resultaten            |
| ------ | ------- | --------------------- |
| 1936   | Berlijn | K-2 vouwkajak 10.000m |

### Wereldkampioenschappen vlakwater
| Jaar | Plaats  | Resultaten            |
| ---- | ------- | --------------------- |
| 1938 | Vaxholm | K-2 vouwkajak 10.000m |